# Grand Prix Formule 1 van Japan 2019
De Grand Prix Formule 1 van Japan 2019 werd verreden op 13 oktober op het Suzuka International Racing Course. Het was de zeventiende race van het kampioenschap.
Na afloop van de race werd Mercedes voor het zesde seizoen op een rij gekroond tot wereldkampioen bij de constructeurs.

## Vrije trainingen
- Er wordt enkel de top-5 weergegeven.

| Vrije training 1                                 | Pos | No | Coureur          | Constructeur   | Tijd     |
| ------------------------------------------------ | --- | -- | ---------------- | -------------- | -------- |
| Vrije training 1                                 | 1   | 77 | Valtteri Bottas  | Mercedes       | 1:28.731 |
| Vrije training 1                                 | 2   | 44 | Lewis Hamilton   | Mercedes       | 1:28.807 |
| Vrije training 1                                 | 3   | 5  | Sebastian Vettel | Ferrari        | 1:29.720 |
| Vrije training 1                                 | 4   | 16 | Charles Leclerc  | Ferrari        | 1:29.912 |
| Vrije training 1                                 | 5   | 33 | Max Verstappen   | Red Bull-Honda | 1:30.046 |
| Vrije training 2                                 | Pos | No | Coureur          | Constructeur   | Tijd     |
| Vrije training 2                                 | 1   | 77 | Valtteri Bottas  | Mercedes       | 1:27.785 |
| Vrije training 2                                 | 2   | 44 | Lewis Hamilton   | Mercedes       | 1:27.885 |
| Vrije training 2                                 | 3   | 33 | Max Verstappen   | Red Bull-Honda | 1:28.066 |
| Vrije training 2                                 | 4   | 16 | Charles Leclerc  | Ferrari        | 1:28.141 |
| Vrije training 2                                 | 5   | 5  | Sebastian Vettel | Ferrari        | 1:28.376 |
| Vrije training 3 afgelast vanwege tyfoon Hagibis |     |    |                  |                |          |

Testcoureur in vrije training 1:
 Naoki Yamamoto (Toro Rosso-Honda)

## Kwalificatie
Kort voor de eerste vrije training maakte de FIA bekend dat alle activiteiten die op zaterdag op het circuit plaats zouden vinden, werden afgelast vanwege de naderende tyfoon Hagibis. Hierdoor verviel de derde vrije training en vond de kwalificatie op zondag plaats, enkele uren voorafgaande aan de race.
Sebastian Vettel behaalde voor Ferrari zijn tweede pole position van het seizoen, door teamgenoot Charles Leclerc achter zich te houden. De Mercedes-coureurs Valtteri Bottas en Lewis Hamilton zetten de derde en vierde tijd neer, terwijl het Red Bull-duo Max Verstappen en Alexander Albon zich als vijfde en zesde kwalificeerden. Zij hadden in het laatste deel van de kwalificatie precies dezelfde rondetijd gereden; Verstappen stond een positie hoger omdat hij zijn tijd eerder neer had gezet. De McLaren-rijders Carlos Sainz jr. en Lando Norris kwalificeerden zich als zevende en achtste, terwijl de top 10 werd afgesloten door Toro Rosso-coureur Pierre Gasly en Haas-rijder Romain Grosjean.

### Kwalificatie-uitslag
| Pos                 | No | Coureur            | Constructeur              | Q1        | Q2       | Q3       | Grid |
| ------------------- | -- | ------------------ | ------------------------- | --------- | -------- | -------- | ---- |
| 1                   | 5  | Sebastian Vettel   | Ferrari                   | 1:28.988  | 1:28.174 | 1:27.064 | 1    |
| 2                   | 16 | Charles Leclerc    | Ferrari                   | 1:28.405  | 1:28.179 | 1:27.253 | 2    |
| 3                   | 77 | Valtteri Bottas    | Mercedes                  | 1:28.896  | 1:27.688 | 1:27.293 | 3    |
| 4                   | 44 | Lewis Hamilton     | Mercedes                  | 1:28.735  | 1:27.826 | 1:27.302 | 4    |
| 5                   | 33 | Max Verstappen     | Red Bull-Honda            | 1:28.754  | 1:28.499 | 1:27.851 | 5    |
| 6                   | 23 | Alexander Albon    | Red Bull-Honda            | 1:29.351  | 1:28.156 | 1:27.851 | 6    |
| 7                   | 55 | Carlos Sainz jr.   | McLaren-Renault           | 1:29.018  | 1:28.577 | 1:28.304 | 7    |
| 8                   | 4  | Lando Norris       | McLaren-Renault           | 1:28.873  | 1:28.571 | 1:28.464 | 8    |
| 9                   | 10 | Pierre Gasly       | Toro Rosso-Honda          | 1:29.411  | 1:28.779 | 1:28.836 | 9    |
| 10                  | 8  | Romain Grosjean    | Haas-Ferrari              | 1:29.572  | 1:29.144 | 1:29.341 | 10   |
| 11                  | 99 | Antonio Giovinazzi | Alfa Romeo-Ferrari        | 1:29.604  | 1:29.254 |          | 11   |
| 12                  | 18 | Lance Stroll       | Racing Point-BWT Mercedes | 1:29.594  | 1:29.345 |          | 12   |
| 13                  | 7  | Kimi Räikkönen     | Alfa Romeo-Ferrari        | 1:29.636  | 1:29.358 |          | 13   |
| 14                  | 26 | Daniil Kvjat       | Toro Rosso-Honda          | 1:29.723  | 1:29.563 |          | 14   |
| 15                  | 27 | Nico Hülkenberg    | Renault                   | 1:29.619  | 1:30.112 |          | 15   |
| 16                  | 3  | Daniel Ricciardo   | Renault                   | 1:29.822  |          |          | 16   |
| 17                  | 11 | Sergio Pérez       | Racing Point-BWT Mercedes | 1:30.344  |          |          | 17   |
| 18                  | 63 | George Russell     | Williams-Mercedes         | 1:30.364  |          |          | 18   |
| 107% tijd: 1:34.593 |    |                    |                           |           |          |          |      |
| DNQ                 | 20 | Kevin Magnussen    | Haas-Ferrari              | geen tijd |          |          | 19   |
| DNQ                 | 88 | Robert Kubica      | Williams-Mercedes         | geen tijd |          |          | 20   |

Notities
1. ↑  Kevin Magnussen kon door een crash in de kwalificatie geen tijd neerzetten, waardoor hij zich officieel niet had gekwalificeerd. Hij mocht de race wel van start gaan omdat hij tijdens de vrije trainingen tijden had gereden die snel genoeg waren. Wel ontving hij een straf van vijf startplaatsen omdat hij zijn versnellingsbak moest wisselen, wat gebeurde voordat het onderdeel gedurende zes opeenvolgende raceweekenden was gebruikt.
2. ↑  Robert Kubica kon door een crash in de kwalificatie geen tijd neerzetten, waardoor hij zich officieel niet had gekwalificeerd. Hij mocht de race wel van start gaan omdat hij tijdens de vrije trainingen tijden had gereden die snel genoeg waren. Hij moest de race vanuit de pitstraat aanvangen omdat hij na deze crash zijn overlevingscel moest vervangen. Ook ontving hij een extra straf van vijf startplaatsen omdat hij zijn versnellingsbak moest wisselen, wat gebeurde voordat het onderdeel gedurende zes opeenvolgende raceweekenden was gebruikt.

## Wedstrijd
De race werd gewonnen door Valtteri Bottas, die door een goede start beide Ferrari's inhaalde. Het was zijn derde zege van het seizoen. Sebastian Vettel eindigde als tweede, nadat Lewis Hamilton hem in de laatste ronden niet meer in kon halen en derde werd. Alexander Albon behaalde met een vierde plaats zijn beste resultaat uit zijn Formule 1-carrière, terwijl Carlos Sainz jr. op de vijfde plaats de laatste coureur was die in dezelfde ronde finishte als de winnaar. Charles Leclerc eindigde oorspronkelijk als zesde, maar kreeg na afloop van de race twee straffen: hij kreeg vijf seconden straftijd voor een ongeluk met Max Verstappen in de eerste bocht van de race (waardoor Verstappen uitviel), en ontving bovendien tien seconden straftijd omdat hij langere tijd met schade doorreed na dit ongeluk. Hierdoor viel hij terug naar de zevende plaats, achter Renault-coureur Daniel Ricciardo. Pierre Gasly finishte als achtste, terwijl Racing Point-coureur Sergio Pérez en de Renault van Nico Hülkenberg de top 10 compleet maakten.
Opvallend was dat de finishvlag een ronde te vroeg werd gezwaaid, door een technisch probleem met de lichtpanelen. Hierdoor werd Pérez, die in de laatste ronde (na een touché met Gasly) crashte, alsnog als negende geklasseerd.
Anderhalve week na de race werden de Renault-coureurs gediskwalificeerd uit de race-uitslag naar aanleiding van een protest door Racing Point. Het werd bewezen geacht dat de auto van Renault de rembalans automatisch verandert, terwijl de reglementen voorschrijven dat de coureur zijn wagen zonder hulp van buitenaf moet besturen.

### Race-uitslag
| Pos. | No. | Coureur            | Constructeur              | Rondes | Tijd/Oorzaak uitval | Grid | Punten |
| ---- | --- | ------------------ | ------------------------- | ------ | ------------------- | ---- | ------ |
| 1    | 77  | Valtteri Bottas    | Mercedes                  | 52     | 1:21:46.755         | 3    | 25     |
| 2    | 5   | Sebastian Vettel   | Ferrari                   | 52     | +13.343             | 1    | 18     |
| 3    | 44  | Lewis Hamilton     | Mercedes                  | 52     | +13.858             | 4    | 16S    |
| 4    | 23  | Alexander Albon    | Red Bull-Honda            | 52     | +59.537             | 6    | 12     |
| 5    | 55  | Carlos Sainz jr.   | McLaren-Renault           | 52     | +1:09.101           | 7    | 10     |
| 6    | 16  | Charles Leclerc    | Ferrari                   | 51     | +1 ronde            | 2    | 8      |
| 7    | 10  | Pierre Gasly       | Toro Rosso-Honda          | 51     | +1 ronde            | 9    | 6      |
| 8    | 11  | Sergio Pérez       | Racing Point-BWT Mercedes | 51     | +1 ronde            | 17   | 4      |
| 9    | 18  | Lance Stroll       | Racing Point-BWT Mercedes | 51     | +1 ronde            | 12   | 2      |
| 10   | 26  | Daniil Kvjat       | Toro Rosso-Honda          | 51     | +1 ronde            | 14   | 1      |
| 11   | 4   | Lando Norris       | McLaren-Renault           | 51     | +1 ronde            | 8    |        |
| 12   | 7   | Kimi Räikkönen     | Alfa Romeo-Ferrari        | 51     | +1 ronde            | 13   |        |
| 13   | 8   | Romain Grosjean    | Haas-Ferrari              | 51     | +1 ronde            | 10   |        |
| 14   | 99  | Antonio Giovinazzi | Alfa Romeo-Ferrari        | 51     | +1 ronde            | 11   |        |
| 15   | 20  | Kevin Magnussen    | Haas-Ferrari              | 51     | +1 ronde            | 19   |        |
| 16   | 63  | George Russell     | Williams-Mercedes         | 50     | +2 ronden           | 18   |        |
| 17   | 88  | Robert Kubica      | Williams-Mercedes         | 50     | +2 ronden           | 20   |        |
| DNF  | 33  | Max Verstappen     | Red Bull-Honda            | 14     | Schade ongeluk      | 5    |        |
| DSQ  | 3   | Daniel Ricciardo   | Renault                   | 51     | Gediskwalificeerd   | 16   |        |
| DSQ  | 27  | Nico Hülkenberg    | Renault                   | 51     | Gediskwalificeerd   | 15   |        |

S Lewis Hamilton behaalde een extra punt voor het rijden van de snelste ronde.
Notities
1. ↑  Charles Leclerc ontving een tijdstraf van vijf seconden vanwege een ongeluk met Max Verstappen in de eerste bocht van de race, waardoor Verstappen de race niet uit kon rijden. Daarnaast ontving hij een extra tijdstraf van tien seconden omdat hij met een beschadigde voorvleugel langere tijd doorreed, waardoor de auto als onveilig werd gezien.
2. 1 2  Daniel Ricciardo en Nico Hülkenberg werden gediskwalificeerd vanwege het gebruik van een illegaal rembalanssysteem.

## Tussenstanden wereldkampioenschap
Betreft tussenstanden voor het wereldkampioenschap na afloop van de race. Vetgedrukte tekst betekent dat deze is bevestigd als wereldkampioen.

### Coureurs
| Positie | No. | Rijder           | Team                      | Punten |
| ------- | --- | ---------------- | ------------------------- | ------ |
| 01      | 44  | Lewis Hamilton   | Mercedes                  | 338    |
| 02      | 77  | Valtteri Bottas  | Mercedes                  | 274    |
| 03      | 16  | Charles Leclerc  | Ferrari                   | 223    |
| 04      | 33  | Max Verstappen   | Red Bull-Honda            | 212    |
| 05      | 5   | Sebastian Vettel | Ferrari                   | 212    |
| 06      | 55  | Carlos Sainz jr. | McLaren-Renault           | 76     |
| 07      | 10  | Pierre Gasly     | Toro Rosso-Honda          | 75     |
| 08      | 23  | Alexander Albon  | Red Bull-Honda            | 64     |
| 09      | 11  | Sergio Pérez     | Racing Point-BWT Mercedes | 37     |
| 10      | 4   | Lando Norris     | McLaren-Renault           | 35     |

### Constructeurs
| Positie | Team                      | Punten |
| ------- | ------------------------- | ------ |
| 01      | Mercedes                  | 612    |
| 02      | Ferrari                   | 435    |
| 03      | Red Bull-Honda            | 323    |
| 04      | McLaren-Renault           | 111    |
| 05      | Renault                   | 68     |
| 06      | Toro Rosso-Honda          | 62     |
| 07      | Racing Point-BWT Mercedes | 58     |
| 08      | Alfa Romeo-Ferrari        | 35     |
| 09      | Haas-Ferrari              | 28     |
| 10      | Williams-Mercedes         | 1      |